# Bruce Perens
Bruce Perens és una important figura del moviment open source i del moviment del programari lliure. També va ser líder del projecte Debian GNU/Linux, el primer autor de la definició d'Open Source, i un fundador del Software in the Public Interest (programari d'interès públic), fundador i primer líder del projecte Linux Standard Base, el primer autor de BusyBox, un fundador del projecte UserLinux i cofundador de la Iniciativa Open Source (OSI). Perens també té una sèrie de llibres de Prentince Hall PTR anomenat Bruce Perens' Open Source Seires. També és àvid radioaficionat amateur i manté technocrat.net, afirma que és 'un fòrum més madur que Slashdot'.
Perens va marxar d'OSI un any després de cofundar-lo, amb les raons al correu anomenat "It's Time to Talk About Free Software Again, és el moment de parlar de programari lliure un altre cop".
Des del juny del 2005 és un empleat de SourceLabs.
Perens va patir un impediment en la parla als 18 anys, es creu que va ser una lleu paràlisis cerebral.